# Swartzia langsdorffii
Swartzia langsdorffii är en ärtväxtart som beskrevs av Giuseppe Raddi. Swartzia langsdorffii ingår i släktet Swartzia och familjen ärtväxter. Inga underarter finns listade i Catalogue of Life.

## Bildgalleri

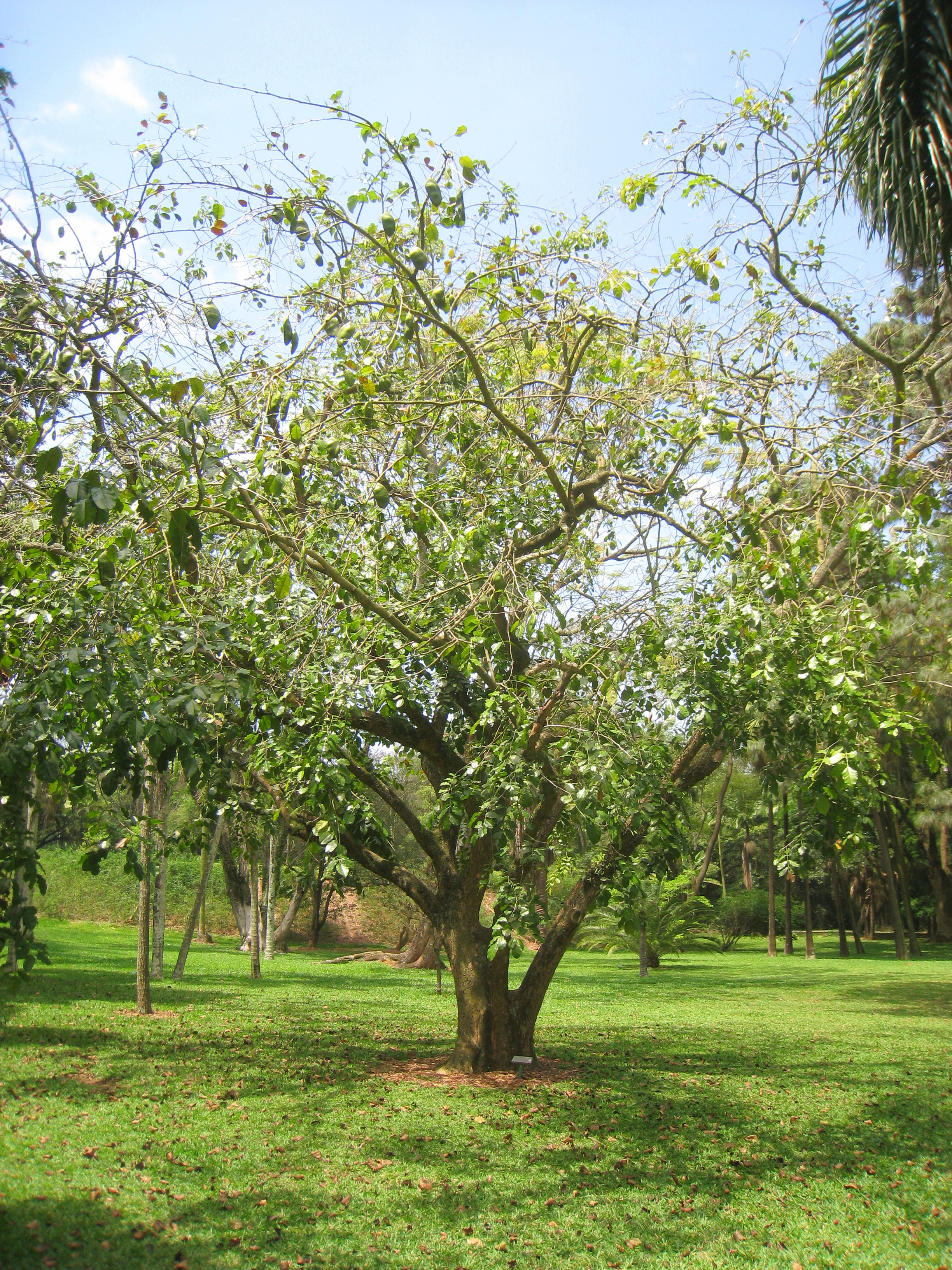